# مايو إيكييهجري
مايو إيكييهجري (池尻 茉由) (مواليد 19 ديسمبر 1996)، هي لاعبة كرة قدم كانت تلعب كمهاجم.

## وصلات خارجية
- مايو إيكييهجري على موقع قاعدة بيانات كرة القدم.إي يو (الإنجليزية)
- مايو إيكييهجري على موقع Soccerway.com (الإنجليزية)
- مايو إيكييهجري على موقع عالم كرة القدم.نت (الإنجليزية)